# Everybody Wants
Everybody Wants è il primo album in studio dei The Struts. È stato pubblicato il 28 luglio 2014 e ha raggiunto la cinquantaduesima posizione nella classifica degli album nel Regno Unito. La versione originale è stata prodotta dalla Virgin EMI.

## Ripubblicazione
Dopo aver girato con successo in tutto il Nord America nella seconda metà del 2015 a sostegno del loro EP Have You Heard , i The Struts hanno annunciato che avrebbero rilasciato il loro album di debutto negli Stati Uniti.  Questo disco è una riedizione del loro album originale con nuove tracce, pubblicato su FreeSolo e Interscope Records.
Attraverso un post su Instagram del cantante leader, Luke Spiller, e un tweet del batterista Gethin Davies, è stato confermato che questa versione di Everybody Wants avrebbe presentato nuove tracce, oltre a rimasterizzazioni della maggior parte delle canzoni. Sono state pubblicate cinque nuove tracce ("Mary Go Round", "The Ol 'Switcheroo", "Young Stars", "These Times are Changing" e "Only Just a Call Away"), tre della versione originale sono state tolte ("My Machine", "You & I" e "Let's Make This Happen Tonight") e una, "She Makes Me Feel", è stata intitolata "She Makes Me Feel Like".  Pur mantenendo il titolo dell'album originale, la ristampa presenta diverse copertine.  La parte anteriore dell'album presenta la fidanzata del cantante solista Luke Spiller, Laura Cartier, apparentemente in topless e coperta di glitter.

## Formazione
- Luke Spiller: voce
- Adam Slack: chitarra
- Jed Elliot: basso
- Gethin Davies: batteria

## Tracce

### Versione originale (Regno Unito)
| No.           | Titolo                           | Autori                                                               | Produttori        | Durata |
| ------------- | -------------------------------- | -------------------------------------------------------------------- | ----------------- | ------ |
| 1.            | "Roll Up"                        | - Nigel Butler - Ray Hedges - Adam Slack - Luke Spiller              | Ray Hedges        | 3:08   |
| 2.            | "Could Have Been Me"             | - Rick Parkhouse - Slack - Spiller - George Tizzard - Josh Wilkinson | Red Triangle      | 3:07   |
| 3.            | "Kiss This"                      | - Parkhouse - Slack - Spiller - Tizzard - Wilkinson                  | Red Triangle      | 2:57   |
| 4.            | "Put Your Money on Me"           | - Gregg Alexander - Slack - Nick Southwood - Spiller                 | - Butler - Hedges | 3:35   |
| 5.            | "She Makes Me Feel"              | - Parkhouse - Slack - Spiller - Tizzard - Wilkinson                  | Red Triangle      | 2:38   |
| 6.            | "My Machine"                     | - Butler - Hedges - Slack - Spiller                                  | - Butler - Hedges | 3:08   |
| 7.            | "You & I"                        | - Parkhouse - Slack - Spiller - Tizzard - Wilkinson                  | Red Triangle      | 3:24   |
| 8.            | "Dirty Sexy Money"               | - Butler - Hedges - Slack - Spiller                                  | - Butler - Hedges | 3:57   |
| 9.            | "Let's Make This Happen Tonight" | - Slack - Spiller                                                    | - Butler - Hedges | 3:17   |
| 10.           | "Black Swan"                     | - Slack - Spiller                                                    | - Butler - Hedges | 3:24   |
| 11.           | "Where Did She Go"               | - Laurence Matone - Spiller                                          | - Butler - Hedges | 3:53   |
| Durata Totale | Durata Totale                    | Durata Totale                                                        | Durata Totale     | 36:28  |

### Ripubblicazione negli Stati Uniti
| No. | Titolo                                                                 | Durata |
| --- | ---------------------------------------------------------------------- | ------ |
| 1.  | "Roll Up"                                                              | 3:07   |
| 2.  | "Could Have Been Me"                                                   | 3:07   |
| 3.  | "Kiss This"                                                            | 2:57   |
| 4.  | "Put Your Money on Me"                                                 | 3:33   |
| 5.  | "Mary Go Round"                                                        | 3:19   |
| 6.  | "Dirty Sexy Money"                                                     | 3:57   |
| 7.  | "The Ol' Switcheroo"                                                   | 3:42   |
| 8.  | "She Makes Me Feel Like" (Previously available as "She Makes Me Feel") | 2:38   |
| 9.  | "Young Stars"                                                          | 3:23   |
| 10. | "Black Swan"                                                           | 3:24   |
| 11. | "These Times Are Changing"                                             | 3:26   |
| 12. | "Only Just a Call Away"                                                | 3:04   |
| 13. | "Where Did She Go"                                                     | 3:54   |

La durata totale è di 43 minuti

### Tracce bonus in Giappone
| No. | Titolo                           |
| --- | -------------------------------- |
| 14. | "Put Your Hands Up"              |
| 15. | "My Machine"                     |
| 16. | "We Will Rock You" (Queen cover) |
| 17. | "Kiss This" (Acoustic)           |
| 18. | "Could Have Been Me" (Acoustic)  |

## Classifiche
| Classifiche                 | Massima posizione |
| --------------------------- | ----------------- |
| UK Albums (OCC)             | 52                |
| Canadian Albums (Billboard) | 68                |
| Billboard 200               | 99                |

## Recensioni
| Recensione  | Giudizio |
| ----------- | -------- |
| VirginMedia | 4/5      |
| AllMusic    | 4/5      |

L'album è stato accolto piuttosto bene dalla critica.